# Szmiel-1
Szmiel-1 (ros. Шмель-1, pol. Trzmiel-1) – radziecki bezzałogowy statek powietrzny opracowany w latach 80. XX w., przeznaczony do prowadzenia rozpoznania taktycznego.

## Historia
Konstrukcja powstała w Biurze Projektowym im. A. S. Jakowlewa w 1982 r. Do jej opracowania wykorzystano izraelskie doświadczenia związane z użyciem bezzałogowych statków powietrznych. Pierwszy lot Szmiela miał miejsce w 1983 r. 1 grudnia 1984 r. rozpoczęto testy poprawionej wersji. W 1985 r. powstała wersja wyposażona w czteropunktowe stałe podwozie, zmodyfikowany zasobnik spadochronu oraz silnik dwusuwowy P-032 napędzający śmigło trójłopatowe. Po kolejnych czterech latach, w 1989 r., rozpoczęto próby z egzemplarzem przenoszącym kamery pracujące w paśmie widzialnym oraz podczerwieni. Wyposażenie było zamontowane na podkadłubowej platformie stabilizowanej żyroskopowo. W 1992 r. rozpoczęły się testy w wersji ćwiczebnego celu latającego. Łącznie wyprodukowano 50 egzemplarzy, które wykorzystano do prowadzonych badań. 
Start drona odbywał się ze specjalnej wyrzutni zamontowanej na podwoziu BMD-1, z wykorzystaniem dwóch rakietowych silników na paliwo stałe, a lądowanie odbywało się z wykorzystaniem spadochronu. Urządzenie zostało skonstruowane z założeniem jego żywotności obejmującej dziesięć startów i lądowań. Dron mógł transmitować do naziemnej stacji kontroli obraz wideo w czasie rzeczywistym oraz przekazywać informacje o swojej lokalizacji. Po zdemontowaniu był transportowany w specjalnym pojemniku w pojeździe BMD-1, tam też mieściło się stanowisko kontroli lotu. Jedno stanowisko mogło kontrolować lot dwóch dronów. Kompleks obejmujący dron, stanowisko kontroli oraz stację obsługi technicznej nosił nazwę Stierch (ros. Стерх, pol. Żuraw).
Doświadczenia związane z opracowaniem Szmiela wykorzystano przy budowie drona Pczeła.